# Florêncio Mago Barreto Feio
Florêncio Mago Barreto Feio (Porto, 6 de janeiro de 1819 — Coimbra, 1886) foi um professor da Faculdade de Matemática da Universidade de Coimbra onde ensinou Matemática e Física. Distinguiu-se nos estudos de Astronomia e foi um dos sócios fundadores do Instituto de Coimbra, de que foi sócio efetivo, eleito postumamente sócio honorário.

## Obras
Entre outras, é autor das seguintes obras:
- Oratio, quam pro Annua Studiorum instauratione IV idus octobris anni MDCCCLI in Conimbrecensi Academia Ex Decreto 20 Septembris 1844 art.124. / habuit Doctor Florentius Mago Barreto Feio, Mathematicus, Conimbricae : Typis Academicis, 1851.
- Taboas da lua reduzidas de M. Burckhardt. Imprensa da Universidade, 1852;
- Tábuas de paralaxe da Lua, 1854;
- Memória histórica e descritiva da Universidade de Coimbra e mais estabelecimentos anexos, contendo vários esclarecimentos oficiais e reflexões bibliográficas. Coimbra, 1857;
- A Biblioteca da Universidade. Coimbra, 1857.